# Trond Nilssen
Trond Nilssen (født 22. august 1990) er en norsk skuespiller.Han debuterede i filmen Kongen av Bastøy i 2010 som Olav. Trond Nilssen spillede også rollen som Anton i Sønner av Norge.
I 2012 udkom filmen Uskyld, hvor Nilssen spillede rollen som den 18 år gamle Ruud. Trond Nilssen vandt Amandaprisen i 2011 for bedste mandlige birolle for hans rolle som Olav i Kongen av Bastøy.

## Filmografi
| År   | Titel                   | Rolle            | Noter    | Kilde |
| ---- | ----------------------- | ---------------- | -------- | ----- |
| 2010 | Kongen av Bastøy        | Olav / C-1       |          | [ 1 ] |
| 2011 | Norges sønner           | Anton            |          |       |
| 2012 | Uskyld                  | 18 år gamle Ruud |          |       |
| 2014 | Victor                  | Victor           | Kortfilm | [ 2 ] |
| 2016 | Pyromanen               | Dag              |          | [ 3 ] |
| 2016 | Like a Mirrored Pool    |                  | Kortfilm |       |
| 2016 | Vi kan ikke hjelpe alle | Boy              | Kortfilm |       |

## Priser og nomineringer
| År   | Værk             | Pris         | Kategori                | Resultat | Kilde       |
| ---- | ---------------- | ------------ | ----------------------- | -------- | ----------- |
| 2011 | Kongen av Bastøy | Amandaprisen | Bedste mandlige birolle | Vundet   | [ 1 ] [ 4 ] |